# Liste der Straßen in Essen-Frintrop
Die Liste der Straßen in Essen-Frintrop beschreibt das Straßensystem im Essener Stadtteil Frintrop mit den entsprechenden historischen Bezügen.

## Einführung und Überblick
In Frintrop leben 8492 Einwohner (30. September 2022) auf einer Fläche von 1,96 Quadratkilometern und gehört zusammen mit dem benachbarten Stadtteil Bedingrade zum Postleitzahlenbezirk 45359.
Wegen der lockeren Bebauung war es nicht üblich, Namensschilder am Anfang und Ende einer Straße zu setzen. Diese Funktion erfüllten die Hausnummernschilder, die außer der Hausnummer in kleiner Schrift den Straßennamen verzeichneten. Ortsunkundige fanden auch so abgelegene Gebäude. Bei der geringen Größe der Schilder waren kurze Namen zweckmäßig – so erfand der Borbecker Bürgermeister Rudolf Heinrich (1881–1907), zu dessen Bezirk Frintrop gehörte, um 1890 Kurzformen wie Glück-, Kahr-, Saum- oder Steigstraße. Der Höhenweg verbindet Ober- mit Unterfrintrop. Die Frintroper Straße wurde 1791 als Essener Chaussee angelegt und am 30. April 1891 in Essener Straße und schließlich am 9. Juli 1915, nach der Eingemeindung zur Stadt Essen, in Frintroper Straße umbenannt.
Der Stadtteil wird von Norden beginnend im Uhrzeigersinn folgendermaßen begrenzt:

Zu Essen-Dellwig: Dellwiger Straße, Helmstraße, Richtstraße, Pfarrstraße, Gebiet am Stenkamps Busch; zu Essen-Bedingrade: Berchembach, Donnerstraße, Schloßstraße, Oberhauser Straße; zu Oberhausen-Bermensfeld: westlicher Rand des Tals am Läppkes Mühlenbach zwischen Oberhauser und Frintroper Straße, Schemmannsfeld; zur Neuen Mitte Oberhausen: Dellwiger Straße.
In Frintrop gibt es 51 benannte Verkehrsflächen, darunter mit dem Frintroper Markt einen Platz. Der noch so genannte Leoplatz besteht heute nur aus zwei Straßenzügen, ist bebaut und bildet daher im städtebaulichen Sinn keinen Platz. Von diesen 51 Straßen finden sich acht nur teilweise im Stadtteil:

Die Dellwiger Straße führt als Grenze zu Oberhausen weiter nach Dellwig; die Frintroper Straße teilt als Bundesstraße 231 den Stadtteil von Südwest nach Nordost, also von Bedingrade nach Oberhausen; die Baustraße, die Straßen Schildberg, die Straße Donnerberg und die Richtstraße führen ebenfalls weiter nach Dellwig; der Stenkamps Busch und die Schloßstraße werden in Bedingrade fortgesetzt.
Die Bundesstraße 231 führt auf der Frintroper Straße durch den Stadtteil, außerdem verläuft die Landesstraße 229 auf der Dellwiger Straße.

## Liste der Straßen und Plätze
Die nachfolgende Tabelle gibt eine Übersicht über die vorhandenen Straßen, Wege und Plätze im Stadtteil sowie einige dazugehörige Informationen.
- Name: aktuelle Bezeichnung der Straße oder des Platzes.
- Länge/Maße in Metern:
 Die in der Übersicht enthaltenen Längenangaben sind gerundete Übersichtswerte, die in Google Earth mit dem dortigen Maßstab ermittelt wurden. Sie dienen Vergleichszwecken und werden, sofern amtliche Werte bekannt sind, ausgetauscht und gesondert gekennzeichnet.
 Bei Plätzen sind die Maße in der Form a × b angegeben.
 Der Zusatz (im Stadtteil) gibt an, dass die Länge die des Straßenabschnitts innerhalb Frintrops ist, sofern die Straße in benachbarte Stadtteile weitergeführt wird.
- Herleitung: Ursprung oder Bezug des Namens
- Datum der Benennung: amtliche Erstbenennung
- Bemerkungen: zusätzliche Informationen
- Bild: Foto der Straße oder eines anliegenden Objekts

| Name                    | Länge/Maße (in Metern) | Herleitung                                                       | Datum der Benennung | Bemerkungen | Bild                                     |
| ----------------------- | ---------------------- | ---------------------------------------------------------------- | ------------------- | --- | ---------------------------------------- |
| Auf der Höhe            | 95                     | Lagebezeichnung                                                  | 8. Sep. 1955        | Die Straße liegt im oberen Teil Frintrops und verbindet dort Küllenbergfeld und Heilstraße. | Auf der Höhe                             |
| Baustraße               | 350 im Stadtteil       | Bautätigkeiten                                                   | 8. Okt. 1896        | Der Straßenname erinnert an das Jahrzehnt der 1890er Jahre, als der Bauunternehmer Johann Katemann hier erste Häuser errichtete. Die Baustraße verläuft von der Unterstraße östlich weiter zum Nachbarstadtteil Dellwig. | Baustraße                                |
| Breukelfeld             | 210                    | Feld des Breukelmannhofs                                         | 31. März 1955       | Der Name der Straße Breukelfeld leitet sich, wie einige Straßen, vom Landwirt Breukelmann ab, siehe Breukelmannhof. Das Breukelfeld verbindet Im Breukel und die Neue Heimat bogenförmig. | Breukelfeld                              |
| Breukelmannhang         | 270                    | Breukelmannhof, altes Bauerngut                                  | 11. März 1977       | Der Breukelmannhang leitet seinen Namen, wie einige Straßen, vom Landwirt Breukelmann ab; siehe Breukelmannhof. Er bildet eine Verbindung zwischen Wilhelm-Segerath-Straße und Breukelmannhof. | Breukelmannhang                          |
| Breukelmannhof          | 750                    | Breukelmannhof, altes Bauerngut                                  | 20. Nov. 1937       | Das Kloster Sterkrade erwarb 1440 von Johan von Galen den Hof Brökeling; die Namensform Breukelmann trat erstmals 1833 auf. Der Hof war im 17. Jahrhundert 43 Morgen groß. 1850 löste Heinrich Schemmann gen. Bröckelmann alle Lasten des Hofes ab und wird uneingeschränkter Eigentümer. Wegen fortschreitender Bebauung wurden die letzten Gebäude 1978 abgebrochen. Breukel bedeutet kleiner Bruch. Die Straße Breukelmannhof verbindet im Frintroper Süden Oberhauser- und Frintroper Straße. Hinter der Frintroper Straße wird sie als Unterstraße fortgesetzt. Bis 1937 hieß sie Hofstraße. | Breukelmannhof                           |
| Dellwiger Straße        | 650 im Stadtteil       | Dellwig, Stadtteil von Essen                                     | 9. Juli 1915        | Die Dellwiger Straße führt von Frintrop nach Dellwig und ist daher nach diesem Stadtteil benannt. Sie beginnt in Oberhausen und bildet auf ihrer gesamten Länge die Nordgrenze Frintrops, zunächst zu Oberhausen-Borbeck, dann zu Essen-Dellwig. | Dellwiger Straße                         |
| Donnerberg              | 750 im Stadtteil       | Donnerberg, Flurname                                             | 9. Juli 1915        | Der Name stammt vom Donrebergsgut in Gerschede, der Hannes op der Hovestat gehörte. Er verkaufte es 1406 an einen Beamten der Essener Fürstäbtissin Elisabeth. Das Essener Lehensgut ist eine Anhöhe, die die einstige Siedlung Dellwig im Westen begrenzte (Flurname Donnerkamp). Die Straße Donnerberg führt von der Schloßstraße nordwärts durch das Gebiet am Stenkamps Busch bis in den Nachbarstadtteil Dellwig. Sie hieß bis 1915 Hoffnungstraße. | Donnerberg                               |
| Erlenhagen              | 500                    | Erlen                                                            | 9. Juli 1915        | Die Straße ist nach einer Erlenhecke benannt, die vermutlich zum Hof Frintrop gehörte. Sie führt vom Höhenweg zum Donnerberg und hieß bis 1915 Haffstraße. | Erlenhagen                               |
| Frintroper Höhe         | 300                    | Lagebezeichnung                                                  | 14. Dez. 1966       | Die Straße liegt im oberen Teil Frintrops und verbindet dort bogenförmig Frintroper Straße und Heilstraße. | Frintroper Höhe                          |
| Frintroper Knappen      | 160                    | Frintropsknäppchen, Flurname                                     | 11. Dez. 1959       | Die Straße ist nach dem Flurnamen Frintropsknäppchen im oberen Teil Frintrops benannt. Sie führt von der Heilstraße zur Frintroper Höhe. | Frintroper Knappen                       |
| Frintroper Markt        | 45 × 25                | Frintroper Wochenmarkt                                           | 3. Mai 1967         | Der Frintroper Wochenmarkt im unteren Frintrop wird hier seit 1896 abgehalten. Der Platz liegt an der Kreuzung Höhenweg/Im Neerfeld/Seestraße. Zwischen 22. Januar 1897 und der Umbenennung zu Frintroper Markt war die Helmstraße bis hierhin verlängert. | Frintroper Markt                         |
| Frintroper Straße       | 1600 im Stadtteil      | nach Frintrop selbst benannt                                     | 9. Juli 1915        | Die Frintroper Straße durchquert den Stadtteil Frintrop, der von 1815 bis 1915 zur Bürgermeisterei Borbeck gehörte. Sie wurde zusammen mit Teilen von Frintrop am 1. April 1915 zur Stadt Essen eingemeindet. Der andere Teil fiel an Oberhausen. Bis zur Eingemeindung trug die Frintroper Straße den Namen Essener Straße, den ihre Verlängerung im Oberhausener Teil Frintrops bis heute trägt. | Frintroper Straße                        |
| Glockenstraße           | 350                    | Bezug auf die ehemalige Turmstraße                               | 13. Juni 1911       | Die Glockenstraße führte früher zur ehemaligen Turmstraße, den heutigen Höhenweg. Auch wenn diese nach dem zwischen 1891 und 1917 am oberen Ende des Höhenwegs stehenden Aussichtsturm benannt war, Türme aber oft mit Glocken versehen sind, wählte man den Namen Glockenstraße. Am 9. Juli 1915 wurde sie verlängert und verbindet seitdem Unterstraße und Helmstraße. Bis 1911 hieß sie Glückstraße. |                                          |
| Heilstraße              | 350                    | Heildiener oder Wallfahrtskreuz                                  | 14. Aug. 1896       | Es ist unklar, ob die Straße nach einem einst hier wohnhaften Heildiener namens Becker oder nach dem Wallfahrtskreuz an der Ecke zur Frintroper Straße (Im Kreuz ist Heil) benannt ist. Es befand sich im Ursprung auf freiem Feld und dient noch heute als Ausgangsort zur Fußprozession nach Kevelaer. Die Heilstraße verbindet Oberhauser- und Frintroper Straße im oberen Teil des Stadtteils. | Heilstraße                               |
| Helmstraße              | 600                    | Bezug auf die ehemalige Turmstraße                               | 22. Jan. 1897       | Die Helmstraße querte einst die Turmstraße, den heutigen Höhenweg. Die Turmstraße war nach dem an ihrem oberen Ende stehenden Aussichtsturm benannt, der sich dort zwischen 1891 und 1917 befand und ein helmartiges Turmdach besaß. Am 9. Juli 1915 wurde die Helmstraße verlängert und stößt heute im Norden an die Stadtteilgrenze zu Dellwig. | Helmstraße                               |
| Himmelpforten           | 210                    | St.-Josef-Kirche                                                 | 9. Juli 1915        | Die Straße wurde in Anlehnung an die St.-Josef-Kirche benannt, die ihr Hauptportal zur Straße Himmelpforten öffnet. St. Josef in Frintrop wurde 1873 als Filiale von St. Dionysius in Borbeck eingerichtet, zwischen 1874 und 1877 erbaute man die dreischiffige neugotische Josefskirche. Erst 1893 wurde St. Josef zur Pfarrei erhoben und behielt diesen Status auch nach den Umstrukturierungen im Ruhrbistum 2006 bei. Die Straße Himmelpforten verbindet Frintroper- und Oberhauser Straße im oberen Teil Frintrops und hieß bis 1915 Hermannstraße. | St. Josef, Himmelpforten                 |
| Höhenweg                | 1100                   | bergan führender Weg                                             | 9. Juli 1915        | Der Höhenweg verbindet von der Unterstraße das im Volksmund sogenannte Unterfrintrop mit Oberfrintrop. Er endet an der Frintroper Straße und überwindet dabei 44 Höhenmeter. Bis 1915 hieß er Turmstraße. | Höhenweg                                 |
| Hüchtebrockstraße       | 290                    | Hüchtebrock, altes Gut                                           | 7. Sep. 1960        | Westlich von Bedingrade lag das Freiengut der Familie Hüchtebrock (auch Huchtebrock). Sie war von 1420 bis 1568 von der Essener Fürstäbtissin mit dem Hof zu Beek belehnt. 1615 wird Albert von Huchtebrock als Erzkämmerer des Herzogtums Kleve und Drost in Dinslaken genannt. Die Hüchtebrockstraße bildet eine Stichstraße zur Straße Neue Heimat. | Hüchtebrockstraße                        |
| Im Beukenbusch          | 200                    | Beukenbusch, alter Kotten                                        | 20. Mai 1964        | Der Kotten des Besitzers Heinrich Breukenbusch wurde 1826 mit sieben Morgen Größe angegeben. Zuvor wurde 1795 der Zimmermann Christoph Beukenbusch und der Grundeigentümer, der Bauer Bröckelmann genannt. Die Straße Im Beukenbusch liegt bogenförmig südlich der Straße Kattendahl. |                                          |
| Im Breukel              | 150                    | kleiner Bruch                                                    | 31. März 1955       | Der Name der Straße Im Breukel bezieht sich, wie einige Straßen in der Umgebung, auf den Landwirt Breukelmann; siehe Breukelmannhof. Sie verbindet bogenförmig den Breukelmannhof mit der Straße Neue Heimat. | Im Breukel                               |
| Im Neerfeld             | 300                    | Niederfeld, Flurname                                             | 9. Juli 1915        | Neerfeld ist eine mundartliche Form von Niederfeld oder Nierfeld. In der Landmatrikel wird 1668 Hermann Brockelmann (Breukelmann) als Besitzer von Pachtland „im Niederfelt“ genannt. Die Straße Im Neerfeld verbindet den Höhenweg mit der Frintroper Straße. Bis 1915 hieß sie Nierstraße. | Im Neerfeld                              |
| Jagdstraße              | 280 im Stadtteil       | Jägerküpper, alter Kotten                                        | 8. Okt. 1896        | Der Kotten Jägerküpper war ein zehn Morgen großes, fürstlich essendisches Behandigungsgut. Die Letztbehandigten waren 1786 die Brüder Clemens und Carl Friedrich Freiherren von Schell. 1792 erhielten Hermann Küpper und Maria Cath. geborene Franzen einen Gewinnbrief auf Lebenszeit von den Freiherren von Schell. 1826 wird der Kotten mit 38 Morgen Größe angegeben. Nach der Eingemeindung von Frintrop in Teilen zu Essen und Oberhausen fiel der Kotten 1915 an Oberhausen. Die Jagdstraße bildet eine Stichstraße zur Unterstraße. | Neuapostolische Kirche an der Jagdstraße |
| Kattendahl              | 350                    | Kattendahl, alter Kotten                                         | 9. Juli 1915        | Kattendahl war der Name eines Kottens, der Teil eines fürstlich essendischen Lehens war, mit dem Friedrich Freiherr von Boene belehnt war. Es wurde durch ihn und an die Fürstin-Franziska-Christine-Stiftung in Steele veräußert. In der Landmatrikel von 1668 ist vermerkt, dass das Haus verkommen ist und Hermann Hüßbusch das Land, auf dem das Haus stand, unterm Pflug hat. Es ist wohl dort wieder ein Gebäude erbaut worden. 1795 wird der Pferdearzt Kattendahl als Aufsitzer genannt. 1830 erhielt die Witwe Hohlmann (geborene Hartmann; gen. Kattendahl) das Erbpachtrecht an dem Kotten von den Miterben des Gerhard Hartmann gen. Kattendahl übertragen, und wurde 1841 durch einen Rentenumwandlungsvertrag mit der Steeler Stiftung Eigentümerin. Sie vererbt ihn 1851 an ihre Tochter. Die Straße Kattendahl liegt im Süden von Frintrop und verbindet den Breukelmannhof bogenförmig mit der Oberhauser Straße. Sie hieß bis 1915 Bogenstraße. | Kattendahl                               |
| Kattendahlhang          | 230                    | Kattendahl, alter Kotten                                         | 17. Jan. 1951       | Der Kattendahlhang führt von der Neuen Heimat zum Kattendahl und ist daher, wie dieser, nach dem alten Kotten benannt. | Gemeindezentrum im Kattendahlhang        |
| Klaumberg               | 130                    | Klaumberg, Flurname (Berg am Hof Klaumann)                       | 9. Juli 1915        | Der Name Klaumberg (auch Klaumersberg, Klauenberg) leitet sich vermutlich vom Hof Klaumann ab, der ein probsteiliches Behandigungsgut war. Die Straße zweigt als Sackgasse vom Schildberg ab und hieß bis 1915 Steigstraße. | Klaumberg                                |
| Klaumberghang           | 210                    | vermutlich Klaumberg, Flurname (Berg am Hof Klaumann)            | 20. Nov. 1964       | Der alte Flurname war Klaumberg (auch Klaumersberg, Klauenberg). Er leitet sich vermutlich vom Hof Klaumann ab, der ein probsteiliches Behandigungsgut war. Der Klaumberghang verbindet den Höhenweg mit der Frintroper Straße. | Klaumberghang                            |
| Kühlstraße              | 100                    | Voßkühler, alter Kotten                                          | 14. Aug. 1896       | Kühl wird hier als Abkürzung für den Kotten Voßkühler verwendet, der sich an der Stelle der heutigen Häuser der Hausnummern 6 und 8 befand. Im Zweiten Weltkrieg fiel er 1943 einem Luftangriff zum Opfer. Die Kühlstraße verbindet den Höhenweg mit der Frintroper Straße. | Kühlstraße                               |
| Küllenbergfeld          | 170                    | Feld des Hofs Küllenberg                                         | 21. Sep. 1955       | Die Straße ist nach dem zum ehemaligen Hof Küllenberg gehörenden Feld (auch Kuhlenberg), der in der Landmatrikel 1688 erwähnt wird, benannt. Zuletzt ging er 1853 auf Johann Stöckmann und seine Frau Anna Maria geborene Lohmann über. Das Küllenbergfeld verbindet die Oberhauser Straße mit der Schlenterstraße an der St.-Josef-Kirche. |                                          |
| Laaksweg                | 90                     | Laaks, Familienname                                              | 12. Juni 1969       | Die alteingesessene Frintroper Familie Laaks besaß hier mit einem Bergmannskotten ein kleines Anwesen. Der Laaksweg verbindet den Höhenweg mit der Frintroper Straße. | Laaksweg                                 |
| Leoplatz                | 260 (190+70)           | Leo-Kirchbau-Verein                                              | 21. Okt. 1909       | Der Leo-Kirchbau-Verein wurde kurz vor dem Tod von Papst Leo XIII. gegründet und verhalf 1908 zum Bau der Notkirche Herz-Jesu, die 1953 durch die Herz-Jesu-Kirche ersetzt und 2008 niedergelegt wurde. Zudem ließ er auch die Straßen der nahen Umgebung anlegen. Eine Stichstraße zur Leostraße und die Verbindung zwischen Leostraße und Unterstraße tragen den Namen Leoplatz. | Leoplatz                                 |
| Leostraße               | 250                    | Leo-Kirchbau-Verein                                              | 21. Okt. 1909       | Der Name der Leostraße leitet sich wie der des Leoplatzes vom Leo-Kirchbau-Verein ab. Die Leostraße ist eine Stichstraße von der Unterstraße und berührt dabei den Leoplatz. | Leostraße                                |
| Neue Heimat             | 500                    | Neue Heimat, Siedlungsname                                       | 17. Jan. 1951       | Die Wohnungsgesellschaft Neue Heimat errichtete eine Siedlung, durch die die nach ihr benannte Straße führt. Sie verläuft bogenförmig zwischen Breukelmannhof und Kattendahl. | Neue Heimat                              |
| Oberhauser Straße       | 1500                   | Stadt Oberhausen                                                 | 9. Juli 1915        | Die Oberhauser Straße ist nach der Nachbarstadt Oberhausen benannt, in die sie in westlicher Richtung führt. Sie beginnt an der Frintroper Straße und bildet auf ganzer Länge die Grenze zum Nachbarstadtteil Bedingrade. Sie hieß bis 1915 Kahrstraße. | Oberhauser Straße                        |
| Pfarrstraße             | 280                    | Gnadenkirche                                                     | 14. Aug. 1896       | Namensgebend ist die anliegende, 1894 errichtete Gnadenkirche, die sich bereits auf Dellwiger Flur befindet, denn die Pfarrstraße bildet auf ihrer gesamten Länge zwischen Schildberg und Donnerberg die Stadtteilgrenze. | Gnadenkirche an der Pfarrstraße          |
| Reckstraße              | 400                    | Name eines einstigen Anliegers                                   | 14. Aug. 1896       | In einer Beschreibung des Straßenverlaufs von 1896 heißt es: „Von der Hoffnungsstraße bei Theodor Rotthäuser an Reckendres vorbei nach Frintrops Hof“. Die Reckstraße führt vom Donnerberg nordwärts zur Straße Erlenhagen. | Reckstraße                               |
| Richtstraße             | 750                    | Richtplatz                                                       | 14. Aug. 1896       | Der Zimmermeister Johann Heinrich Bachem hatte hier einen Richtplatz. Die Richtstraße führt von der Dellwiger Straße südostwärts zum Schildberg. Sie bildet im südlichen Teil die Grenze zum Nachbarstadtteil Dellwig. | Richtstraße                              |
| Schemmannsfeld          | 550                    | Feld des Schemmannshof                                           | 18. Feb. 1916       | Der Schemmannshof war ein Behandigungsgut, das zum Essener Viehhof gehörte. 1773 war Leopold Gimpken Letztbehandigter. 1795 folgte die Nennung des Halbbauern Schemmann. 1833 folgte die Ablösung aller Lasten, wodurch Franz Leopold Gimken gen. Schemmann uneingeschränkter Eigentümer des zu dieser Zeit 67 Morgen großen Hofes wurde. Das Schemmannsfeld liegt im Westen Frintrops zwischen Frintroper und Dellwiger Straße und bildet die Grenze zum Oberhausener Teil Frintrops. Die Straße hieß ursprünglich Dammstraße. | Schemmannsfeld                           |
| Schildberg              | 450 im Stadtteil       | Schildberg, Flurname                                             | 9. Juli 1915        | 1826 wird Wilhelm Beckmann aus Dellwig als Besitzer von Ackerland am Schildberg genannt. Die Straße Schildberg führt vom Höhenweg im Osten weiter in den Nachbarstadtteil Dellwig. Früher hieß sie Saumstraße. | Schildberg                               |
| Schlenterstraße         | 180                    | Peter Schlenter, 1846–1908, erster Pfarrer an St. Josef Frintrop | 29. Aug. 1927       | Peter Schlenter (*8. Mai 1846 in Laurenzberg, †16. November 1908 in Essen-Borbeck) war der erste Pfarrer an der anliegenden St.-Josef-Kirche und zuvor von 1890 bis 1893 Rektor. Die Schlenterstraße verbindet die Heilstraße mit der Straße Himmelpforten, wobei sie beidseitig um die Josefskirche dorthin führt. | Schlenterstraße                          |
| Schloßstraße            | 100 im Stadtteil       | Schloss Borbeck                                                  | 30. Apr. 1891       | Die Schloßstraße führt als Hauptstraße von Borbeck kommend und direkt am namensgebenden Schloss Borbeck vorbei, dem ehemaligen Oberhof und der Residenz der Essener Fürstäbtissinnen, weiter über Bedingrade bis nach Frintrop auf die Frintroper Straße. Auf Frintroper Flur verläuft die Schloßstraße nur wenige Meter. | Stammhaus an der Schloßstraße            |
| Seestraße               | 300                    | Gewässer                                                         | 1. Sep. 1907        | Einst floss hier an der Oberfläche der ehemalige Dellwig-Frintroper Grenzbach, der bei Regen große Pfützen bildete, die teils als kleine Seen bezeichnet wurden. Die Seestraße überquerte den Bach und stellt heute eine Verbindung vom Marktplatz zur Richtstraße an der Stadtteilgrenze zu Dellwig dar. | Seestraße                                |
| Stenkamps Busch         | 300 im Stadtteil       | Stenkamps Busch, Waldgebiet                                      | 14. Dez. 1966       | Im Volksmund bezeichnet der Stenkamps Busch die Bewaldung im Tal des Barchembachs. Der Name kommt von Steinkamp, der in der Landmatrikel von 1668 zweimal auftritt. Josef Steinkamp mit einem zehntfreien Hof von 33 Morgen Land und Johan opm Steinkamp, dessen 14 Morgen großer Hof in den Oberhof Borbeck zehntpflichtig ist. Ab 1795 wird der Halbbauer Große Steinkamp und der Pferdekötter Kleine Steinkamp genannt. Sein Hof wird als Behandigungsgut bezeichnet. Die Straße Stenkamps Busch verläuft vom Donnerberg weiter in den Nachbarstadtteil Bedingrade, wo sie östlich des Reuenbergs noch ihren 1915 vergebenen Namen Hagedornstraße trägt. Zwischen Juni und Dezember 1966 hieß sie in Frintrop Stienkamps Busch. | Stenkamps Busch                          |
| Stockkampweg            | 170                    | Stockkamp, alter Kotten                                          | 21. Nov. 1968       | In der Landmatrikel 1668 ist der der Aufsitzer Rotger Stockkamp und der zehntfreie, vier Morgen große Kotten genannt. 1795 folgt die Nennung des Kötters und Schmieds Stöckkamp, 1826 der Besitzer Wilhelm Stockamp. 1866 tritt als Eigentümer des Stockkampskottens der Ackerer Johann Frintrop jun. auf. 1910 ging der Kotten auf Josef Frintrop über und wurde 1913 an Heinrich Breil und sechs Miterben übertragen. Der Stockkampweg ist eine Stichstraße zur Glockenstraße. |                                          |
| Stöckmannweg            | 130                    | Stöckmann, Familienname                                          | 4. Sep. 1963        | Die alteingesessene Frintroper Familie Stöckmann ist namensgebend. Auf deren Grund und Boden wurde die Sackgasse Stöckmannweg an der Teisselstraße angelegt. |                                          |
| Streckweg               | 130                    | Streckenarbeiter, Beruf                                          | 28. Nov. 1895       | Hier wohnte zur Zeit der Benennung der Eisenbahner Bernhard Klaumannsmöller, der als Streckenarbeiter tätig war. Der Streckweg führt nördlich vom oberen Höhenweg in einem Bogen wieder auf diesen zurück. | Streckweg                                |
| Teisselsberg            | 300                    | Teisselsberg, Flurname                                           | 9. Juli 1915        | Der Begriff Teissel stammt von ters oder Tisel und bezeichnet eine Schwellung. Zwischen 21. Januar 1907 und der Umbenennung am 9. Juli 1915 hieß dieser Straßenzug Teisselstraße und verbindet damals wie heute den Höhenweg mit der Frintroper Straße. An der Einmündung in diese wird 1823 der Hof Teisel genannt. | Teisselsberg                             |
| Teisselstraße           | 300                    | Teissel, Kotten                                                  | 18. Okt. 1921       | 1795 taucht der Name des Leinwebers Wilhelm im Theißel auf. Die Grundherrschaft über den Kotten besaß das Haus Ripshorst. 1826 wird Wilhelm Schroer gen. Theissel sive Teisselmann als Besitzer des zwei Morgen großen Kottens genannt. Einziger Erbe war 1824 Franz Kleine Möllhoff in Frintrop. Die Teisselstraße verbindet Glockenstraße und Teisselsberg. |                                          |
| Unterstraße             | 750                    | vermutlich Flurname                                              | 30. Apr. 1891       | Es gibt die Vermutung, dass die Namensgebung auf einen Flurnamen zurückgeht. In der Landmatrikel von 1668 steht, dass Brockelmann (Breukelmann) Land am Lüttgenbruch und in der Unterwiesche besaß. Die Unterstraße verbindet als Hauptstraße die Frintroper- mit der Dellwiger Straße und stößt dort auf die Stadtteilgrenze zu Dellwig. | Unterstraße                              |
| Werkhausenstraße        | 130                    | Werkhausen, Familienname                                         | 12. Jan. 1977       | Die Straße ist nach der alteingesessenen Frintroper Familie Werkhausen benannt. Die Werkhausenstraße zweigt als Sackgasse vom Schildberg ab. |                                          |
| Wilhelm-Segerath-Straße | 350                    | Wilhelm Segerath, 1889–1962, Pfarrer an St. Josef                | 8. Dez. 1976        | Wilhelm Segerath (*25. Februar 1889 in Essen; †19. September 1962 in Essen-Kupferdreh) war zwischen 1934 und 1959 Pfarrer an der St.-Josef-Kirche. Die Straße verläuft südlich parallel zur Frintroper Straße in einem Bachtal, dem Heilgraben. | Wilhelm-Segerath-Straße                  |
| Zur Friedenseiche       | 50                     | Friedenseiche an der Frintroper Straße                           | 6. Juli 2010        | Am Platz an der nordwestlichen Ecke der Einmündung der Schloßstraße in die Frintroper Straße pflanzte der Kriegerverein Frintrop, dem Veteranen aus den deutschen Einigungskriegen angehörten, 1872 eine Friedenseiche, die aus unklaren Gründen 1896 erneut gepflanzt wurde. Sie fiel im Zweiten Weltkrieg 1944 den Bomben zum Opfer. 1958 ließ die Stadtverwaltung eine neue Eiche pflanzen, die einem Sturm nicht standhielt. 1964 wurde durch den Bürger- und Verkehrsverein Essen-Frintrop eine vierte Friedenseiche zum Gedenken an die Opfer der Kriege und als Symbol der Mahnung für Frieden und Freiheit gesetzt. | Die Friedenseiche                        |

## Liste ehemaliger Straßennamen
Die Liste ehemaliger Straßennamen erhebt keinen Anspruch auf Vollständigkeit.
| Name             | von           | bis           | umbenannt in (aktuell) | Herleitung                       | Bemerkungen |
| ---------------- | ------------- | ------------- | ---------------------- | -------------------------------- | --- |
| Bogenstraße      | 8. Okt. 1896  | 9. Juli 1915  | → Kattendahl           |                                  | |
| Dammstraße       | 21. Jan. 1907 | 9. Juli 1915  | → Schemmannsfeld       |                                  | |
| Essener Straße   | 30. Apr. 1891 | 9. Juli 1915  | → Frintroper Straße    | führte zur damaligen Stadt Essen | 1791 als Essener Chaussee angelegt, wurde sie 1891 Essener Straße genannt. Sie musste nach der Eingemeindung von Teilen Frintrops zur Stadt Essen 1915 umbenannt werden. Der andere Teil Frintrops fiel an Oberhausen. |
| Glückstraße      | 22. Jan. 1897 | 13. Juni 1911 | → Glockenstraße        |                                  | |
| Haffstraße       | 8. Okt. 1896  | 9. Juli 1915  | → Erlenhagen           |                                  | |
| Hagedornstraße   | 9. Juli 1915  | 13. Juni 1966 | → Stenkamps Busch      |                                  | Der Frintroper Teil der Hagedornstraße wurde am 13. Juni 1966 in Stienkamps Busch umbenannt, und kurz darauf, am 14. Dezember 1966 in den heutigen Namen Steenkamps Busch. Auf Bedingrader Seite heißt sie östlich des Reuenbergs weiterhin Hagedornstraße.                                                                |
| Hermannstraße    | 30. Apr. 1891 | 9. Juli 1915  | → Himmelpforten        | Stifter Hermann Knotte           | Der Landwirt Hermann Knotte stiftete am 20. Januar 1873 mit seinem Bruder Wilhelm Knotte, der erster Vorsitzender des Kirchbaukomitees war, den Grund für die Errichtung der St.-Josef-Kirche. |
| Hoffnungstraße   | 28. Nov. 1895 | 9. Juli 1915  | → Donnerberg           |                                  | |
| Hofstraße        | 14. Aug. 1896 | 20. Nov. 1937 | → Breukelmannhof       |                                  | |
| Kahrstraße       | 30. Apr. 1891 | 9. Juli 1915  | → Oberhauser Straße    |                                  | |
| Nierstraße       | 12. Jan. 1907 | 9. Juli 1915  | → Im Neerfeld          |                                  | |
| Saumstraße       | 8. Okt. 1896  | 9. Juli 1915  | → Schildberg           |                                  | |
| Steigstraße      | 8. Okt. 1896  | 9. Juli 1915  | → Klaumberg            |                                  | |
| Stienkamps Busch | 13. Juni 1966 | 14. Dez. 1966 | → Stenkamps Busch      |                                  | |
| Turmstraße       | 13. Mai 1893  | 9. Juli 1915  | → Höhenweg             | Aussichtsturm                    | Der hölzerne Aussichtsturm bei der Gaststätte Voßkühler, am oberen Ende des heutigen Höhenweges, wurde 1891 errichtet und wegen Baufälligkeit 1917 niedergelegt. Und da es bereits im Essener Stadtkern eine Turmstraße gab, musste die in Frintrop nach der Eingemeindung aufgrund von Namensgleichheit umbenannt werden. |